# Сапармурат Нијазов
Сапармурат Атајевич Нијазов (туркм. Saparmyrat Ataýewiç Nyýazow; 19. фебруар 1940 — 21. децембар 2006) био је доживотни председник и најмоћнија личност у Туркменистану од 1985. до смрти 2006. Ословљавао се са Сердар Сапармурат Туркменбаши, Велики, или само Туркменбаши. На западу је критикован као један од најауторитарнијих диктатора на свету, и као човек који има репутацију да намеће своје личне ексцентричности својој нацији, мада су га у Туркменистану многи сматрали „великим вођом Туркмена“ (значење његове титуле - Туркменбаши).
Туркменски медији су га ословљавали користећи наслов „Његова екселенција Сапармурат Туркменбаси, председник Туркменистана и шеф кабинета министара.” Титула коју је сам себи доделио Türkmenbaşy, са значењем вођа Туркмена, односила се на његову позицију оснивача и председника Удружења Туркмена света. Скупштина Туркменистана је 1999. године прогласила Нијазова доживотним председником Туркменистана.
У своје време био је један од најтоталитарнијих, деспотских и репресивних диктатора на свету. Он је наметнуо своју личну ексцентричност земљи, као што је преименовање туркменских назива месеци и дана у недељи да указују на његову аутобиографију Рухнама. Он је учинио обавезним читање Рухнаме у школама, универзитетима и владиним организацијама, нови службеници у влади су тестирани на садржају те књиге на интервјуима за посао и испит о његовим учењима био је део возачког испита у Туркменистану. Године 2005. затворио је све сеоске библиотеке и болнице изван главног града Ашхабада, у земљи у којој је у то време више од половине становништва живело у руралним подручјима. Једном је изјавило да, „ако су људи болесни, они могу да оду у Ашхабад.” Под његовом влашћу, Туркменистан је имао најнижу очекивану дужину живота у Централној Азији. Глобални сведок, организација за људска права са седиштем у Лондону, известила је да финансијска средства под контролом Нијазова која су депонована у иностранству вероватно премашују 3 милијарде долара, од чега је 1,8 до 2,6 милијарди долара наводно лоцирано у Девизном резервном фонду Дојче банке у Немачкој.

## Позадина
Нијазов је као дете постао сироче, јер му је отац погинуо у борби са Немцима у Другом светском рату а остатак породице му је погинуо у великом земљотресу који је сравнио Ашхабад 1948. Одрастао је у совјетском сиротишту пре него што су га одвели у дом далеких рођака. 1962, Нијазов је ступио у комунистичку партију, где се брзо уздизао, поставши шеф Комунистичке партије Туркменске ССР (касније познате под именом Демократска партија Туркменистана) 1985. године, након што је претходног вођу, Мухамада Гапусова, уклонио совјетски вођа, Михаил Горбачов услед корупционашког скандала везаног за памук. Нијазов је, као вођа Туркменске ССР, подржао покушај пуча против Горбачова, 1991, и задржао је контролу над земљом након пада Совјетског Савеза. Постао је први председник Туркменистана.
Дана 22. октобра, 1993, је наденуо себи име Туркменбаши, што значи „вођа свих Туркмена", у стилу Кемала Ататурка, „оца Турака." 29. децембра, 1999. је проглашен доживотним председником.

## Култ личности
Нијазов је био ауторитарни вођа, добро познат на западу по свом култу личности. Верујући да Туркменистану недостаје национални идентитет, покушао је да преуреди државу по својој визији. Преименовао је град Красноводск, на обали Каспијског мора у Туркменбаши, по себи. Осим тога је преименовао неколико школа, аеродрома, чак и један метеорит по себи и члановима најуже породице. Нијазовљево лице се налази на свим банкнотама маната (валута Туркменистана), а његови велики портрети су истакнути по целој земљи, посебно на великим јавним зградама и авенијама. Статуе Нијазова и његове мајке су присутне по целој земљи, укључујући и средиште пустиње Каракум, као и позлаћену статуу на врху највеће зграде у Ашхабаду, која се ротира, тако да је лице увек окренуто ка сунцу, и баца одбљесак на престоницу. Дата му је награда хероја Туркменистана пет пута. Нијазов је рекао „Ја сам лично против тога да гледам своје слике и статуе на улицама - али то је оно шта народ жели."
Образовни систем је учио младе Туркмене да воле Нијазова. Његова дела и говори чине већи део школских уџбеника. Главни текст је национални еп, (који је написао Нијазов), Рунама или Књига душе. Ова књига представља мешавину ревизионистичке историје и моралних смерница, и осмишљена је као „духовни водич нацији“, и основа уметности и литературе Туркменистана. Књиге из совјетске ере су забрањене, без замене новим издањима, тако да се у библиотекама у Туркменистану тешко може наћи књига чији аутор није Нијазов. 2004, Нијазов је наредио затварање свих библиотека у руралним местима, на основу свог става да туркменски сељаци не читају. У његовом родном селу, Кипчак, изграђен је комплекс као меморијал његовој мајци, укључујући џамију (процењену на 100 милиона долара). Зидови овог овог здања приказују учења из Рунаме уз суре из Курана.

## Унутрашња политика

### Култура
Осим што је поставио себе у средиште туркменске културе, Нијазов је тежио да промовише туркменску културу у свету, и очисти је од руских утицаја. Увео је ново туркменско писмо, базирано на латиници како би заменио ћирилично писмо. Нијазов је предложио изградњу нових светских чуда у Туркменистану; међу идејама су ледена палата (август 2004), и велики зоолошки врт (септембар 2005), али ниједан од ових пројеката није остварен.

### Безбедност
Након наводног покушаја атентата на њега, 25. новембра, 2002, туркменске власти су почеле да хапсе велики број осумњичених завереника, и чланове њихових породица. Неки критичари тврде да је покушај атентата исцениран како би се нашао повод да се сломи растућа политичка опозиција у земљи, и ван ње.
Лета 2004. је организована кампања путем летака у Ашхабаду, којом се позивало на свргавање и суђење Нијазову. Власти нису успеле да зауставе кампању, па је Нијазов реаговао тако што је отпустио министра унутрашњих послова и директора полицијске академије, преко националне телевизије. Оптужио је министра да је неспособан, и рекао „Не могу рећи да си имао икакву велику заслугу, или да си много урадио на борби против криминала“.

### Јавно здравство
2004, Нијазов је отпустио 15.000 медицинских радника, заменивши их војним регрутима. Ову акцију је наставио 1. марта, 2005. наредивши затварање свих болница изван Ашхабада. 28. фебруара 2005, је изјавио: „Зашто бисмо траћили добре медицинске специјалисте на села, кад би они требало да раде у престоници?"

## Спољна политика
Нијазов је главни поборник уставне неутралности Туркменистана. По овој политици, Туркменистан не учествује ни у једном војном савезу, нити у посматрачким снагама Уједињених нација.
Године 2005, Нијазов је објавио да ће његова земља да смањи везе са Заједницом независних држава, лабавим савезом пост-совјетских земаља; осим тога је обећао слободне и фер изборе до 2010, што је изненадило западне посматраче.
Године 2006, Европска комисија и међународна трговинска комисија Европског парламента су изгласали да се Туркменистану додели звање „најповлашћеније државе“, у трговинском односу са Европском унијом, за шта се сматра да је мотивисано интересом за природни гас, а након што је Нијазов изјавио да ће ући у „дијалог о људским правима“ са ЕУ.

## Председнички декрети
Као доживотни председник, Нијазов је издао многе необичне декрете, од којих су неки:
- Забрана спикерима на вестима да носе шминку, јер је Нијазов имао потешкоћа да разликује мушкарце и жене
- Забрана певања на плејбек
- Децембра, 1999, декрет да сваки ученик у школи, студент, војник, или официр у Туркменистану добије за нову годину сат са ликом председника Сапармурата Нијазова
- Априла, 2001, забрањени балет и опера, јер како је речено „нису део туркменске културе“
- 2001, забрањено младим мушкарцима да носе дуге косе или браде
- Јуна 2001, обавеза да странци који желе да се ожене туркменском држављанком морају да плате 50.000 долара.
- 2002, преименовање речи хлеб са chorek, традиционалног туркменског израза у Gurbansoltan edzhe по мајци Сапармурата Нијазова
- Августа 2002, редефинисање животних доба, са адолесценцијом продуженом до 25 година, и старим добом које почиње са 85 година (више детаља ниже у тексту)
- 2004, инсистирање да сви возачи са дозволом прођу тест моралности
- Марта 2004, отпуштање 15.000 радника у јавном здравству
- Априла 2004, подстицање младих људи да не уграђују златне зубе, и предлог да уместо тога жваћу кости како би очували своје зубе
- Фебруара 2005, наредба да се затворе све болнице ван Ашхабада, уз образложење да ако су људи болесни, могу да дођу у престоницу; такође затварање свих библиотека у руралним областима, уз образложење да обични Туркмени ионако не читају књиге „Turkmenistan Daily Digest”. Архивирано из оригинала 04. 09. 2008. г.
- Новембра 2005, наредба да лекари полажу заклетву Сапармурату Нијазову уместо Хипократове заклетве
- Децембра 2005, забрана видео-игара, уз напомену да су исувише насилне да би их млади Туркмени играли
- Јануара 2006, руски медији су јавили да је Нијазов наредио да се прекине исплата пензија за 1/3 (више од 100.000) старих људи у Туркменистану, и да пензије које су добили у протекле две године врате држави. Ово је наводно довело до огромног броја смрти старих људи, којима су пензије (од 10 до 90 долара) биле једини приходи. Министарство спољних послова Туркменистана је оштро одбацило  ове наводе, оптуживши медије да шире лажне информације о овом питању.

## Смрт
Дана 21. децембра 2006. државна телевизија (друга телевизија осим државне не постоји) јавила је да је председник Нијазов изненада умро од срчаног удара.
Неки опозициони извори у Туркменистану тврде да је Нијазов умро неколико дана раније.

## Стадијуми у животу према Нијазову
- Деца: од 0 до 12 година
- Адолесценти: 13 до 24
- Омладина: 25 до 35
- Зрели људи: 36 до 48
- Пророчки: 49 до 60
- Инспиративни: 61 до 72
- Мудри: 73 до 84
- Стари: 85 до 96
- Налик Огузкану: 97 и више

Огузкан, се сматра оснивачем туркменске нације, живео је 109 година.

## Споменици Нијазову
- „Златна статуа Нијазова”. Архивирано из оригинала 13. 05. 2006. г.
- „Нијазов са златним оделом”. Архивирано из оригинала 27. 03. 2006. г.
- „Нијазов који се ротира како би лицем био окренут сунцу”. Архивирано из оригинала 13. 05. 2006. г.
- „Нијазов са златним капутом”. Архивирано из оригинала 27. 03. 2006. г.

## Најновије вести
- 2005. је у парламенту проглашена годином Рунаме (национални еп који је написао Нијазов).
- Октобра 2005, штампано је 100.000 примерака нове Нијазовљеве књиге. У књизи се налази лирска поезија и кратке приче.
- Нијазов је наредио да се зграда новог универзитета назове по Рунами. Изградња универзитета се планира за 2010. годину.